# Lobophyllia valenciennesii
Lobophyllia valenciennesii is een rifkoralensoort uit de familie Lobophylliidae. De wetenschappelijke naam van de soort is, als Symphyllia valenciennesii, in 1849 voor het eerst geldig gepubliceerd door Henri Milne-Edwards & Jules Haime.